# Lauriane Gilliéron
Lauriane Gilliéron (Lausana, Vaud, 25 de julio de 1984) es una actriz, modelo y reina de concursos de belleza suiza. Fue coronada Miss Suiza 2005 el 21 de septiembre de 2005 y representó a Suiza en Miss Universo 2006 y quedó en segundo lugar.

## Miss Universo 2006
Lauriane fue al concurso de belleza Miss Universo 2006 como una de las favoritas. Su actuación en las finales le consiguió un segundo puesto en el concurso de belleza, el cual tuvo lugar en Los Ángeles, California el 23 de julio de 2006. Se convirtió en la mejor posición de Suiza en el evento internacional. El anterior mejor registro fue un tercer puesto en 1983. 

## Orígenes
Nació en Lausana y creció en el pueblo de Prilly donde su padre es el Alcalde. Lauriane ha sido vegetariana desde los 7 años de edad, y es la mayor de cuatro hermanos. Ella habla francés, así como algo de alemán, italiano e inglés.
Lauriane fue segunda en el Campeonato Suizo de Baile Latino en 2002 y 2003, y ha representado a Suiza internacionalmente en competiciones de baile latino. Después de su elección como Miss Suiza, Lauriane compitió en Miss Mundo 2005 pero no se clasificó. 
En 2009, apareció en el episodio «Que el Divorcio Esté Contigo» (temporada 3, episodio 11) en Reglas de Compromiso.
Lauriane ha sido la mujer recurrente en los anuncios de Nespresso con George Clooney.

## Apariciones televisivas
| Año  | Título                                                    | Papel                      | Notas                                            |
| ---- | --------------------------------------------------------- | -------------------------- | ------------------------------------------------ |
| 2008 | Días de Nuestras Vidas                                    | Michelle                   |                                                  |
| 2009 | Reglas de Compromiso                                      | Anfitriona                 | Episodio: Divorcio de mayo Ser contigo           |
| 2011 | Turbo Dates                                               | Marlene                    | Episodio: Posiciones de Tiempo Todavía           |
| 2011 | Love Bites                                                | Cheri                      | Episodio: Chicos a Hombres                       |
| 2011 | Amigos con Beneficios                                     | Cecile                     | Episodio: El Beneficio de Amigos                 |
| 2011 | The Bold and the Beautiful                                | Aparecido en dos episodios |                                                  |
| 2012 | CSI                                                       | Natalie                    |                                                  |
| 2012 | Lucky Days                                                | Octavia Nemorian           | Dos Episodios                                    |
| 2013 | Castle                                                    | Emily                      | Episodio: Las Vidas de Otros                     |
| 2013 | Psych                                                     | Elin                       | Episodio: Vuelta Correcta o Dejado para Muerto   |
| 2013 | How to Live with Your Parents (For the Rest of Your Life) | Francette                  | Episodio: Cómo para Estar por tu cuenta Dos Pies |
| 2014 | Suburgatory                                               | Profesor francés           | Episodio: Les Lucioles                           |
| 2015 | Episodies                                                 | Mujer atractiva            | Episodio Un                                      |